# Proconosama haenschi
Proconosama haenschi är en insektsart som först beskrevs av Melichar 1926.  Proconosama haenschi ingår i släktet Proconosama och familjen dvärgstritar.
Artens utbredningsområde är Bolivia. Inga underarter finns listade i Catalogue of Life.